# ميني كليب
ميني كليب هي شركة بريطانية على الإنترنت تشتهر بألعاب المتصفح. أسسها روبرت سمول وتيهان بريسبي بميزانية بلغت £ 40,000. اعتبارا من عام 2008، زادت قيمة الشركة لتصل لأكثر من 200 مليون جنيه استرليني، علما انها كانت تربح لمدة ستة من سبع سنوات، مع تحولات في رأس المال تتجاوز 20 مليون جنيه استرليني في العامين الماضيين. ويحتوي الموقع على ألعاب متصفح شهيرة، مثل رون سكيب.

## الجدول الزمني
- 2000: افتتاح الموقع
- 31 يناير 2006: إضافة اللعبة الشهيرة نادي البطريق إلى ميني كليب.
- 10 يوليو 2006: تغيير شكل الموقع.
- 11 ديسمبر 2006: إطلاق الرسوم المتحركة والبطاقات الإلكترونية.
- 21 سبتمبر 2007: اغلاق الرسوم المتحركة والبطاقات الإلكترونية. ليحل محلهم لاعبين.
- 6 يناير 2008: إطلاق سكيتش ستار.
- 21 يونيو 2009: تفقد نادي البطريق الصدارة على قائمة المفضلة لحساب سبينوورلد.
- 99 يوليو 2009: تفقد سبينوورلد الصدارة على قائمة المفضلة لحساب نادي البطريق.
- 2 أغسطس 2009: تفقد نادي البطريق الصدارة على قائمة المفضلة لحساب سبينوورلد مرة أخرى.
- أغسطس 24,2009: لا تزال سبينووربد اللعبة الأكثر تفضيلا
- 2010 اطلاق 8 ball pool اللعبة الشهيرة التي الآن في المرتبة الأولى

يحتوي ميني كليب على ألعاب مثل نادي البطريق، عالمنا، و198 لعبة أخرى

## اللاعبين
ثمة إضافة جديدة إلى ميني كليب وهي قناة اللاعب http://www.Miniclip.com/players/en/ حيث يمكن للاعبين الاشتراك واقامة صورته الفريدة كاملة مع الخلفية والملابس، وتدعى "YoMe's "(في الأصل«ميني مي»). يضيف اللاعبون جانب اجتماعي لميني كليب مما يسمح للمستخدمين تحد نتيجة لاعبين آخرين، والإوز بمكافآت لاستكمال بعض المهام سواء على الموقع أو في الألعاب الفردية. لاعبي ميني كليب حاليا في مرحلة تجريبية.

## أعلى عشرة ألعاب
1.سبينوورلد
2.نادي البطريق
3.كوماندو 2
4.كتلة قطرة
5.يودا شيف السوشي
6.بلياردو 8 كرات
7.ستانت بايلوت
8.وحش شاحنات النيترو
9.كريكيت
10.سباقات سوبر ستار

## قضايا الأمن على الإنترنت
أفادت عدة شركات أمن في عام 2005 أن بعض مستخدمي ميني كليب قد حملوا برنامج؛ «ميني كليب جيم لودر.dll» الذي يحتوي على رمز عدائي قد عرف بأنه «حصان طروادة تنزيل 3069». أدوات الإزالة متاحة. تفيد التقارير في عام 2006 من مقدمي الخدمات الأمنية ذاتهم نفس الملف لا يحتوي على رمز معادي. [بحاجة لمصدر] في عام 2006، ذكرت شركة الأمن سنبلت سوفتوير أن ميني كليب ثبتت برامج خبيثة «عالية الخطورة» تسمى ب «حصان طروادة تنزيل.CR64Loader».في 1 سبتمبر 2006، أصدر فريق طوارء الحاسب المتأهب بالولايات المتحدة استشارة بشأن ميني كليب:

## وصلات خارجية
- الموقع الرسمي